# Zygmunt Hummer
Zygmunt Hummer (ur. 23 marca 1897 w Stanisławowie, zamordowany 1 maja 1940 w Sachsenhausen) – podoficer Legionów Polskich, kawaler Krzyża Srebrnego Orderu Wojskowego Virtuti Militari.

## Życiorys
Urodził się jako syn Wacława (urzędnika kolejowego) i Elżbiety z domu Göttmann.
Ukończył gimnazjum, a w styczniu 1914 r. wstąpił w Kołomyi do Związku Strzeleckiego. Od sierpnia tegoż roku w Legionach Polskich z przydziałem do 1 kompanii I baonu 2 pułku piechoty . Ciężko ranny 12 maja 1915 r. pod Bałamutówką - za udział w tej bitwie odznaczony został Krzyżem Srebrnym Orderu Virtuti Militari.
Stanął przed komisją lekarską w Wiedniu i w roku 1916 został zwolniony ze służby. Absolwent Politechniki Lwowskiej - Wydziału Rolniczego w Dublanach (w roku 1921 uzyskał tytuł inżyniera). Do marca 1923 r. pracował w Urzędzie Ziemskim w Białymstoku, następnie (do roku 1927) zatrudniony był w szkolnictwie. Dalsza jego kariera zawodowa to praca na stanowisku komisarza ziemskiego w: Cieszynie (do 1932 r.), Wilnie, Nieświeżu, Lwowie (lata 1934-1937) i Toruniu (do 1939 r.). Aresztowany w marcu 1940 roku przez władze niemieckie w Toruniu i osadzony w obozie koncentracyjnym Oranienburg, gdzie został zamordowany w dniu 1 maja 1940 roku .
Za pracę w dziele odzyskania niepodległości Zygmunt Hummer został, na mocy zarządzenia prezydenta Rzeczypospolitej Ignacego Mościckiego z dnia 4 lutego 1932 roku, odznaczony Krzyżem Niepodległości.

## Życie prywatne
Od roku 1928 żonaty z Ludmiłą Bilowicką, z którą mieli syna Mariana (urodzonego w roku 1929).

## Ordery i odznaczenia
- Krzyż Srebrny Orderu Wojskowego Virtuti Militari[3]
- Krzyż Walecznych – trzykrotnie[4]
- Krzyż Niepodległości[b]
- Złoty Krzyż Zasługi[4]
- Odznaka pamiątkowa Związku Legionistów Polskich „Krzyż Legionowy”[2]
- Odznaka pamiątkowa II Brygady Legionów Polskich[2]